# La Seu d’Urgell
La Seu d’Urgell település Spanyolországban, Lleida tartományban. La Seu d’Urgell Les Valls de Valira, Alàs i Cerc, Estamariu, Ribera d’Urgellet és Montferrer i Castellbò községekkel határos. Lakosainak száma 12 831 fő (2024). A városban van az Urgelli egyházmegye püspöki széke. A középkorban a Marca Hispanica részeként létrehozott Urgell grófság székhelye volt.

## Népesség
A település népessége az utóbbi években az alábbiak szerint változott:
| Lakosok száma | 1531 | 3545 | 5022 | 7773 | 10 686 | 11 921 | 13 063 | 12 366 | 12 089 | 12 831 |
|               | 1717 | 1887 | 1936 | 1960 | 1986   | 2004   | 2009   | 2014   | 2019   | 2024   |